# Juliana von Adlerberg

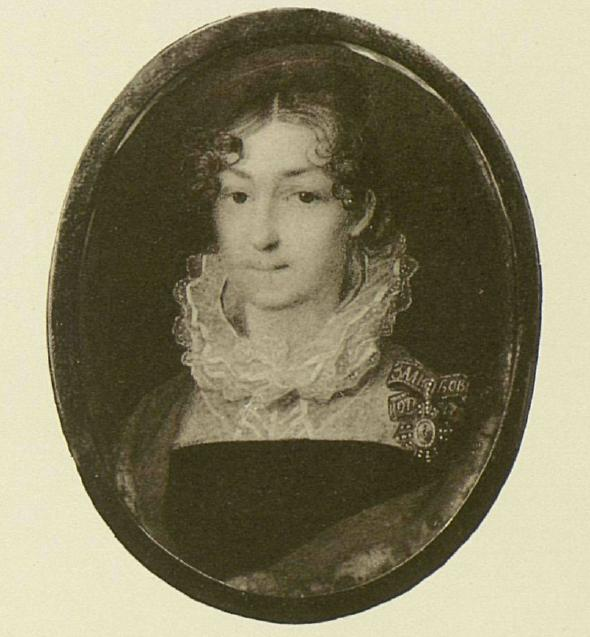
Juliana von Adlerberg

Anna Charlotte Juliana von Adlerberg, geborene von Baggehufwudt, (russisch Юлия Фёдоровна Адлерберг; * 4. Oktoberjul. / 15. Oktober 1760greg. in Reval; † 8. Septemberjul. / 20. September 1839greg. in St. Petersburg) war eine russische Hofdame und Prinzenerzieherin.

## Leben
Juliana entstammte einem skandinavischen Adelsgeschlecht, das mit den Schweden 1632 nach Estland gelangte und dort 1752 in Matrikel der Estländischen Ritterschaft aufgenommen wurde. Sie war eine Tochter des Mannrichters und Erbherrn auf Hördel, Pergel und Rettel Friedrich Wilhelm von Baggehufwudt (1726–1785) und der Charlotta Eleonora, geb. von Rosenthal aus dem Hause Pergel (1743–1768). General Karl Gustav von Baggehufwudt (1761–1812) war ihr Bruder.
Aus ihrer Ehe mit dem russischen Oberst Friedrich von Adlerberg (1738–1894) sind eine Tochter und ein Sohn hervorgegangenen:
- Julie (1789–1864), Hofdame und Erzieherin, ⚭ Trofim Johann Ludwig Graf von Baranoff (1779–1828), russischer Wirklicher Staatsrat
- Wladimir (1791–1884), russischer General der Infanterie und Minister

Juliana wurde als mittellose Witwe dem kaiserlichen Hof empfohlen und war infolgedessen seit 1797 eine der Erzieherinnen des Prinzen Nikolaus. Sie galt als hervorragende Pädagogin und stand nach Empfehlung der Fürstin Lieven seit 1802 als Chefin der Kaiserlichen Erziehungsgesellschaft für adlige Fräulein vor. 1824 wurde sie mit dem St.-Katharinen-Orden II. Klasse geehrt, die I. Klasse wurde ihr 1835 verliehen.